# Samuel Flórez
Pour les articles homonymes, voir Flórez.
Flórez  Garcés est un nom espagnol. Le premier nom de famille, en général paternel, est Flórez ; le second, en général maternel, souvent omis, est Garcés.
Samuel Flórez Garcés, né le 28 juillet 2005 à Bogota, est un coureur cycliste colombien.

## Biographie
Samuel Flórez est né en juillet 2005 à Bogota, la capitale de la Colombie. Fils d'un passionné de cyclisme, il monte pour la première fois sur un vélo à l'âge de six ans. Il pratique aussi le football et le tennis. Son intérêt se porte toutefois rapidement vers le cyclisme. Il fait par ailleurs la rencontre d'Óscar Sevilla, un ami de son père, qui l'encourage dans cette voie. À ses treize ans, il s'installe avec sa famille à Medellín. Ce déménagement n'interrompt pas son apprentissage du monde cycliste. Il participe à ses premières compétitions européennes en 2015 via un partenariat avec la Fondation Contador,, grâce à une recommandation d'Óscar Sevilla.
En 2023, il obtient diverses places d'honneur dans des courses espagnoles, principalement au Pays basque. Il se classe également de la Vuelta del Porvenir et troisième de la Vuelta a Antioquia, dans la catégorie des juniors. Samuel Flórez intègre ensuite le Club Ciclista Padronés Cortizo, basé en Galice. Sous les couleurs de cette structure, il remporte en 2024 une manche de la Coupe du Portugal espoirs, une étape du Tour de Castellón et la Vuelta a la Comarca Brigantina. Il finit aussi dixième du Tour de la Bidassoa, ou encore douzième et meilleur jeune du Tour de Castellón. 
Durant l'été 2024, il revient en Amérique pour disputer quelques épreuves avec la formation Medellín-Inder, où évolue son mentor Óscar Sevilla. Aux côtés de ce dernier, il s'impose sur la première étape du Clásico RCN, disputée sous la forme d'une contre-la-montre par équipes. Il conclut sa saison sur le Tour de Rio, au Brésil. Bien qu'équipier, il parvient à terminer deuxième de la dernière étape et sixième du classement général, avec en prime les titres de meilleur jeune et de meilleur grimpeur. 
En février 2025, il se distingue en devenant double champion de Colombie espoir, dans la course en ligne et le contre-la-montre,. Peu de temps après, il termine septième et meilleur jeune de la Clásica de Rionegro, inscrite au calendrier national colombien. 

## Palmarès
- 2023
  - 3e étape de la Vuelta Ciclista a la Montaña Central (contre-la-montre par équipes)
  - 2e du Mikel Deunaren Saria
  - 2e de la Vuelta del Porvenir
  - 3e de la Subida a Opakua
  - 3e de la Vuelta a Antioquia juniors
- 2024
  - Circuito de Palmeira
  - 3e étape du Tour de Castellón
  - Vuelta a la Comarca Brigantina
  - 1re étape du Clásico RCN (contre-la-montre par équipes)
- 2025
  -  Champion de Colombie sur route espoirs
  -  Champion de Colombie du contre-la-montre espoirs
  - 2e étape du Tour de Castellón
  - 2e du Gran Premio Primavera de Ontur
  - 2e du Tour de Castellón